# Arnold von Amelunxen
Wilhelm Aloysius Arnold Freiherr von Amelunxen (* 4. Dezember 1849 in Kassel; † 17. Februar 1910) war ein preußischer Offizier und als Generalmajor zwischen 1906 und 1909 Kommandeur der 2. Infanterie-Brigade. Anschließend war er als Generalleutnant zur Disposition gesetzt.

## Leben
Wilhelm Aloysius Arnold Freiherr von Amelunxen stammte aus dem westfälisch-niedersächsischen Adelsgeschlecht Amelunxen und war der Sohn von Friedrich August Ernst Freiherr von Amelunxen († 1864) und dessen Ehefrau Angelika Heliodore Felicitas von Steuber († 1866). 
Er wurde nach Abschluss seiner Offiziersausbildung 1870 Offizier im Infanterie-Regiment Nr. 43. 1877 wechselte er als Offizier ins 4. Garde-Regiment zu Fuß und übernahm dort bis 1900 verschiedene Funktionen, ehe er 1900 Offizier im Stab des Infanterie-Regiments Nr. 51 wurde. 
Oberst von Amelunxen löste am 25. Februar 1902 Oberst Max Gaddum als Kommandeur des Grenadier-Regiments „König Friedrich Wilhelm I.“ (2. Ostpreußisches) Nr. 3 und verblieb auf diesem Posten bis zum 20. Mai 1906, woraufhin Oberst Adalbert von Falk seine Nachfolge antrat. Im Anschluss wurde er als Generalmajor am 21. Mai 1906 Nachfolger von Generalmajor Kurt von Medem Kommandeur der 2. Infanterie-Brigade und behielt dieses Kommando bis zu seiner Ablösung durch Generalmajor Hans von Winterfeld am 25. Februar 1909. Anschließend war er als Generalleutnant zur Disposition gesetzt.
Am 21. September 1903 erhielt von Amelunxen zu Danzig die preußische Genehmigung zur Fortführung des Freiherrenstandes.
Für seine langjährigen militärischen Verdienste wurde er mehrfach ausgezeichnet und erhielt unter anderem den Roten Adlerorden III. Klasse mit Schleife, den Königlichen Kronen-Orden III. Klasse, das Eiserne Kreuz, das Ritterkreuz I. Klasse mit Schwertern des Verdienstordens Philipps des Großmütigen sowie den japanischen Orden der Aufgehenden Sonne.
Aus seiner am 6. Juni 1882 geschlossenen Ehe mit Jenny von Zimmermann (* 8. September 1861; † 25. Juni 1941), Tochter des Geheimen Kommerzienrates Johann von Zimmermann, gingen die drei Kinder Elisabeth (* 11. Januar 1884; † 11. August 1946), Johann August Arnold (* 18. Mai 1886; † 27. September 1957), später Oberst, sowie Charlotte Bianca Gertrud (* 7. Juli 1887; † 14. März 1957) hervor.